# Periophthalmodon freycineti
Periophthalmodon freycineti és una espècie de peix de la família dels gòbids i de l'ordre dels perciformes.

## Hàbitat
És un peix de clima tropical i demersal.

## Distribució geogràfica
Es troba al Pacífic occidental: les Filipines, l'est d'Indonèsia, el nord de Queensland (Austràlia) i Papua Nova Guinea.

## Observacions
És inofensiu per als humans.